# Nerine pudica
Nerine pudica är en amaryllisväxtart som beskrevs av Joseph Dalton Hooker. Nerine pudica ingår i släktet Nerine och familjen amaryllisväxter. Inga underarter finns listade i Catalogue of Life.